# Joel Whitburn
Joel Whitburn, né le 29 novembre 1939 à Wauwatosa (Wisconsin) et mort le 14 juin 2022 à Menomonee Falls dans le même État américain, est un auteur, historien de la musique et collectionneur américain, connu surtout pour son travail sur l'histoire des hit-parades aux États-Unis.

## Travaux
Joel Whitburn fonde Research Record, Inc. à Menomonee Falls, dans la banlieue de Milwaukee au Wisconsin, en 1970. Il met en place une équipe de chercheurs chargée d'examiner en détail tous les classements de Billboard de musique et de vidéos. Record Research publie des livres de référence sur la base des données des différentes musiques populaires et à ce jour a publié plus de 200 livres, dont 50 sont actuellement dans le catalogue Record Research. Sa publication phare est Top Singles Pop, qui couvre l'histoire des palmarès de la musique populaire de Billboard. Présentant la meilleure place obtenue par chaque enregistrement, la date, les semaines, le label et les informations, et des anecdotes sur les enregistrements et les artistes, les livres de Whitburn sont largement utilisés par l'industrie du divertissement (en particulier les DJ radio) et les fans de musique du monde entier. Ses recherches s'étendent de 1890 à nos jours et couvrent de nombreux genres. 
Joel Whitburn est également l'auteur de la série Top 40 Hits, publiée par Billboard Books.  
La neuvième édition du Billboard Book of Top 40 Hits 1955–2009, publiée en 2010, a également été publiée. En 2014, Paul Haney de Record Research a rapporté : « il n'y a pas de projet pour une 10e édition et je doute qu'il y en aura jamais ». À la lumière de cette déclaration et du fait qu'à partir de 2018, que 15 années se sont écoulées depuis le dernier Billboard Book of # 1 Hits, il est probable qu'aucun des deux ne reverra une édition mise à jour. L'édition 1955-2015 de Top Pop Singles a été publiée, selon le site internet de la société.  
Joel Whitburn est un collectionneur passionné de disques phonographiques, avec l'une des plus grandes collections du monde dans sa voûte souterraine. Sa collection comprend une copie de presque tous les disques 78 tours, 45 tours, LP et disques compacts ayant atteint les palmarès Billboard. 
En collaboration avec Rhino Records, Joel Whitburn a produit plus de 150 compilations de CD, qui sont généralement compilées en fonction de leurs performances dans les palmarès Billboard . 
Record Research de Joel Whitburn est titulaire de la licence la plus longue du Billboard, avec une relation s'étendant sur plus de 40 ans.

## Ouvrages (sélection)
- The Whitburn Book of Top 10 Hits 1950-2020, Record Research, 2020, 184 p.
- Top Pop Singles 1955-2018, Record Research, 2019, 16e éd., 1216 p.
- Top Country Singles 1944-2017, Record Research, 2018, 9e éd., 544 p.
- Top Pop Albums 1955-2016, Record Research, 2017, 8e éd., 1600 p. (ISBN 978-0-89820-226-7)
- Rock Top R&B Singles 1942-2016, Record Research, 2017, 694 p. (ISBN 978-0-89820-222-9)
- Rock Tracks 1981-2008, Record Research, 2008, 336 p. (ISBN 978-0-89820-174-1)
- Top Adult Songs 1961-2006, Record Research, 2007, 4e éd., 426 p. (ISBN 978-0-89820-169-7)